# Epiplema ruptaria
Epiplema ruptaria är en fjärilsart som beskrevs av Moore 1883. Epiplema ruptaria ingår i släktet Epiplema och familjen Uraniidae. Inga underarter finns listade i Catalogue of Life.